# Angélique D'Hannetaire

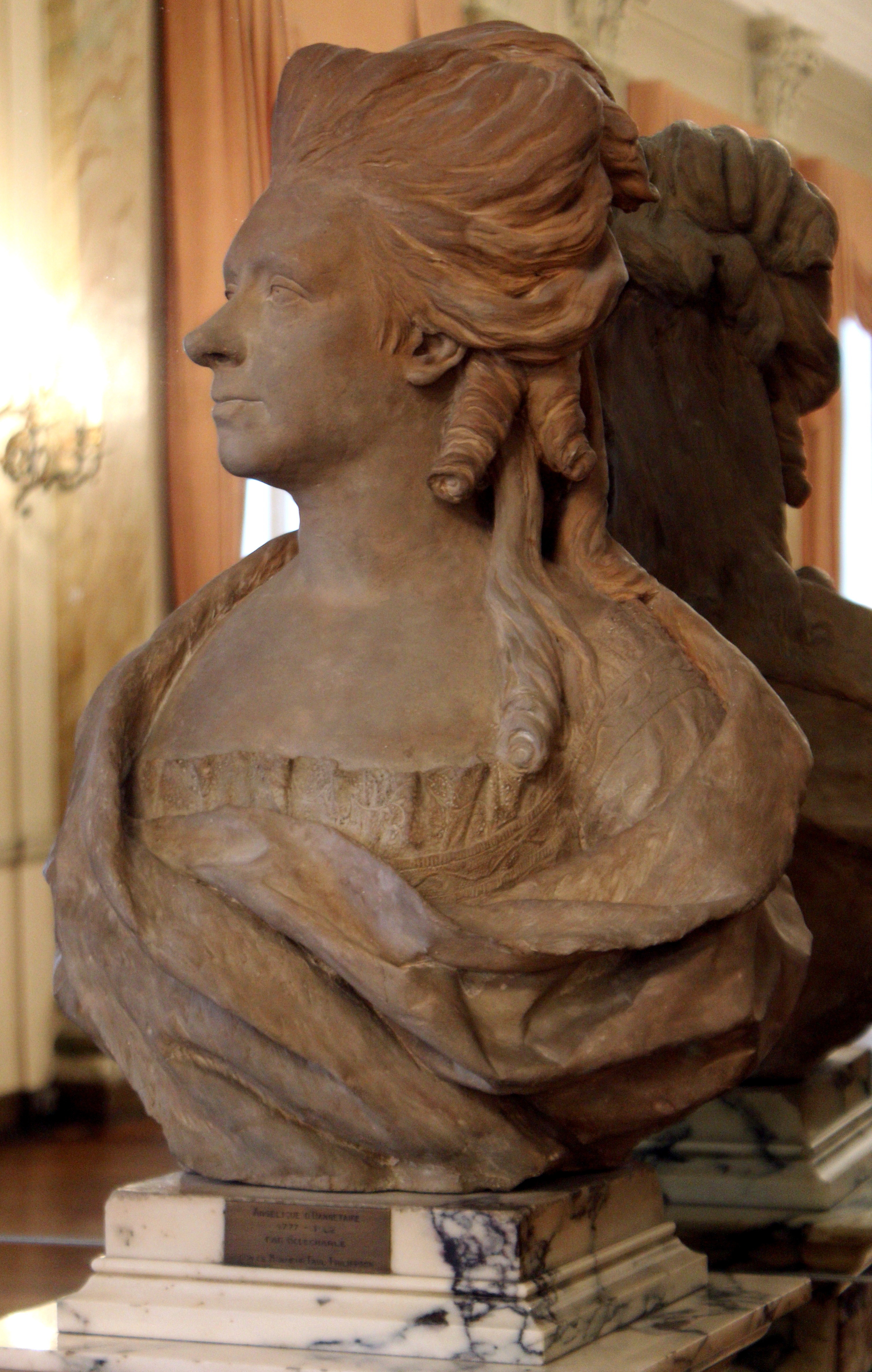
Burto di Angélique d'Hannetaire dello scultore Gilles-Lambert Godecharle al Cercle Gaulois di Bruxelles.

Angélique D'Hannetaire, pseudonimo di Marie-Angélique Servandoni (Tolosa, 22 settembre 1749 – Parigi, 14 aprile 1822), è stata un'attrice teatrale e soprano francese.

## Biografia
Era figlia dell'attore e regista D'Hannetaire e di sua moglie, l'attrice Marguerite Hue. Debuttò al Théâtre de la Monnaie all'età di 12 anni in La Servante maîtresse di Pierre Baurans, dall'opera La serva padrona di  Pergolesi, accanto ad Alexandre Bultos (come lei, un allievo di Ignaz Vitzthumb, maestro di musica del Théâtre de la Monnaie). Fu attiva a La Monnaie dal 1766 al 1775. Interpretò il ruolo dell'eroina nelle canzoni romantiche e cantò nell'opera buffa.